# ستيف ماهوني
ستيف ماهوني هو سياسي كندي، ولد في 18 يوليو 1947 في سو ساينت ماري في كندا. حزبياً، نشط في الحزب الليبرالي الكندي. وقد انتخب عضو برلمان مقاطعة أونتاريو وانتخب عضو مجلس العموم الكندي.